# Deudorix corruscans
Deudorix corruscans är en fjärilsart som beskrevs av Aurivillius 1897. Deudorix corruscans ingår i släktet Deudorix och familjen juvelvingar. Inga underarter finns listade i Catalogue of Life.